# Abiti dei pari britannici

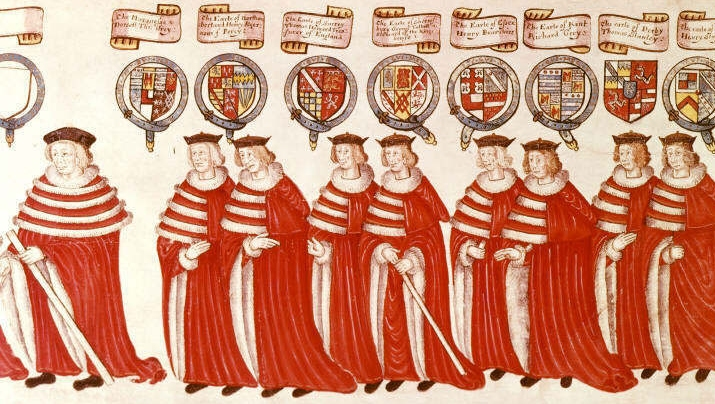
La cerimonia di apertura del Parlamento del 4 febbraio 1512. Da sinistra a destra: il lord ciambellano, un marchese e diversi conti.

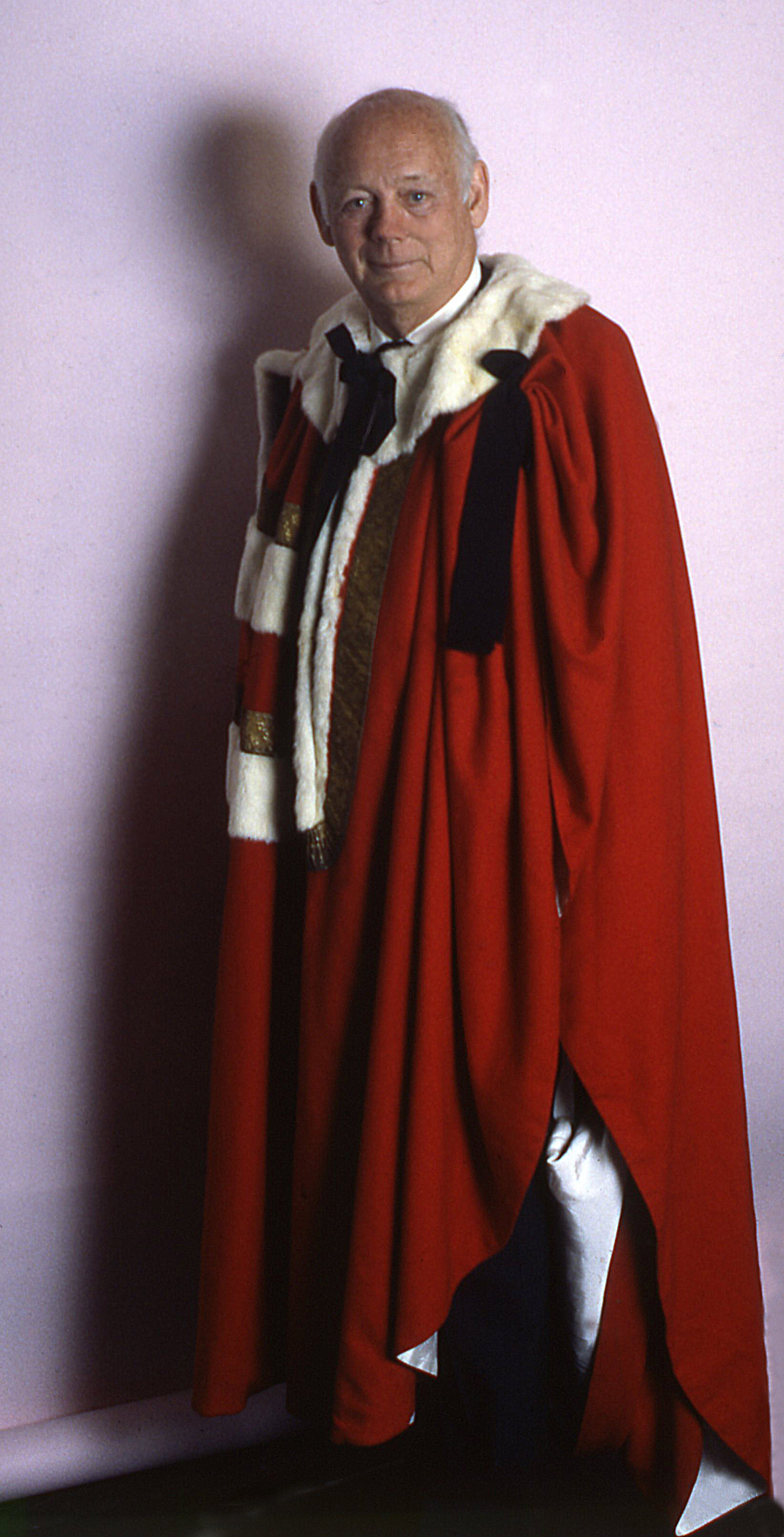
Edward Douglas-Scott-Montagu, III barone Montagu di Beaulieu indossa l'abito parlamentare di barone.

Gli abiti dei pari sono indossati dai nobili del Regno Unito e sono di due varietà per due occasioni: gli abiti per il Parlamento, indossati in occasioni cerimoniali nella Camera dei lord, e gli abiti da incoronazione, indossati per l'incoronazioni dei monarchi.
I pari indossano un abito differenziato per caratteristiche che identificano il loro grado.

## Storia
Sin dal primo Medioevo, il tipo di abito indossato era un segno di nobiltà. Inizialmente, sembra che questi fossero conferiti agli individui dal monarca o dal signore feudale come un segno di riconoscimento speciale ma nel XV secolo l'uso degli abiti si formalizzò, tutti i pari iniziarono a indossare vesti con lo stesso design ma con alcuni dettagli che variavano a seconda del grado di chi le indossava.
Emersero due distinte forme di abito e queste rimangono ancora in uso: una è indossata per le occasioni cerimoniali nella Camera dei lord (come nella cerimonia di apertura del Parlamento); l'altro è generalmente indossato solo nelle incoronazioni. In precedenza, i nuovi pari erano investiti del titolo con il loro abito da incoronazione dal monarca ma questa cerimonia di investitura non ha luogo dal 1621.
Con l'abito dell'incoronazione viene indossata una corona nobiliare; l'abito e le corone che furono utilizzati durante l'incoronazione della Regina Elisabetta II nel 1953 costarono circa £ 1 250  (circa £ 35 200 attuali). I pari sotto il rango di conte, tuttavia, nel 1953 furono autorizzati a indossare un "cappello di proprietà" più economico al posto di una corona. Alle pari dello stesso rango fu permesso di indossare anche un abito più semplice: un vestito monopezzo con mantello avvolgente in pelliccia disegnato da Norman Hartnell.

## Abiti del Parlamento

### Lord temporali

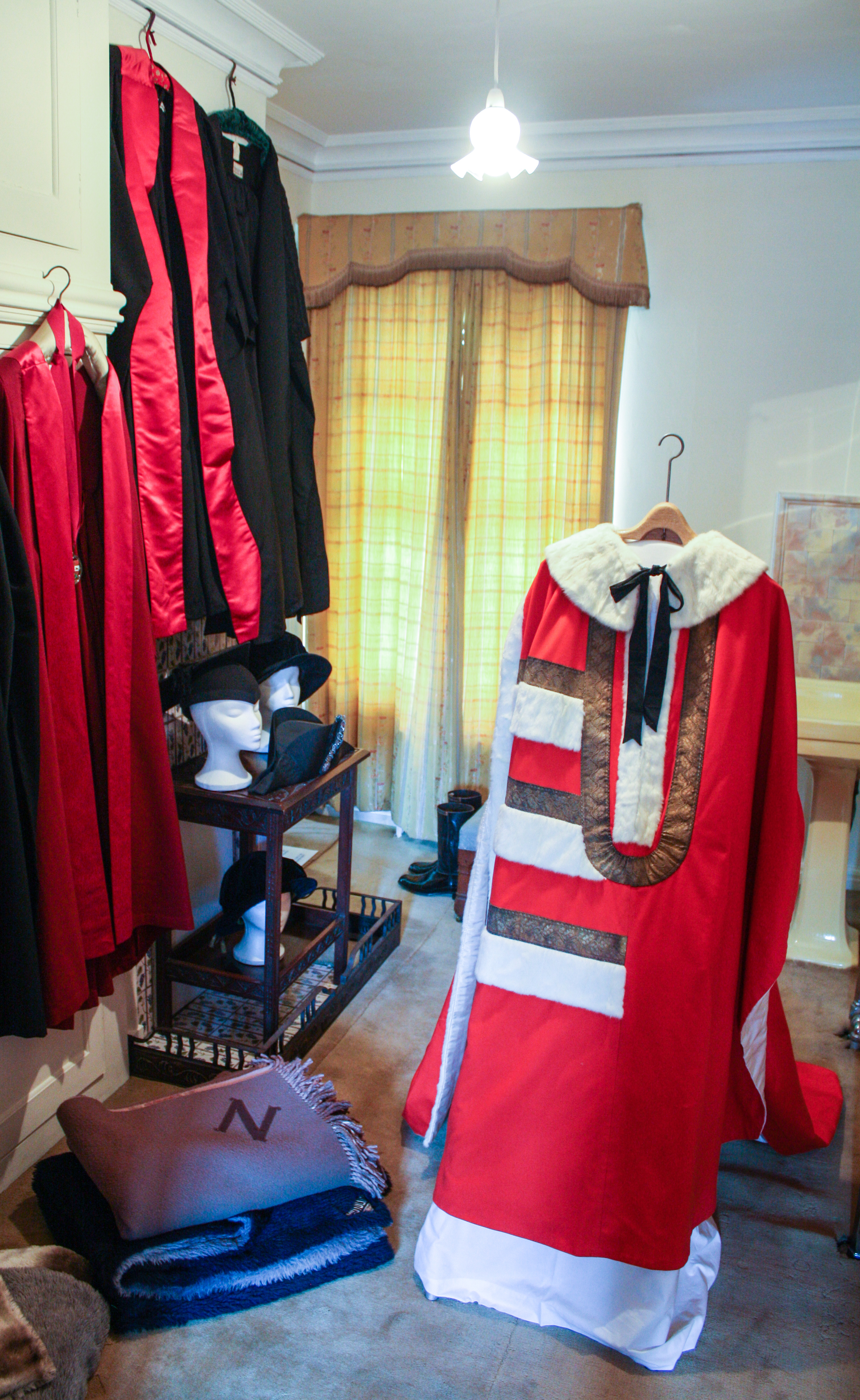
L'abito parlamentare di un visconte. Quello della fotografia appartenne a William Morris, I visconte nuffield ed è conservato a Nuffield Place, nell'Oxfordshire.

L'abito parlamentare di un pari è un indumento lungo di lana scarlatta con un colletto di pelliccia bianca. È chiuso sul davanti con lacci in raso di seta nera (ad eccezione di una breve fessura sul collo lungo la metà della lunghezza della veste) ma aperto sulla spalla destra. Il lato opposto di solito è legato con un nastro per liberare il braccio sinistro. La parte posteriore è tagliata lunga con uno strascico che di solito è tenuto agganciato all'interno del capo. I colletti di pelliccia miniver, una pelliccia ricavata dal manto invernale dello scoiattolo rosso, sono bordati con pizzo di foglie di quercia d'oro e posti sul lato destro della veste. Essi indicano il grado di chi le indossa: 4 per un duca, 3½ per un marchese, 3 per un conte, 2½ per un visconte e 2 per un barone. Oggi il principale fornitore di tali abiti è la sartoria londinese Ede & Ravenscroft, fondata nel 1689. Questi abiti sono indossati dai pari durante la loro introduzione alla Camera dei lord e alla cerimonia di apertura del Parlamento. Essi vengono anche indossati dai lord commissari quando rappresentano la regina e "quando i pari partecipano come gruppo a un servizio ecclesiastico o ad altre cerimonie"; tuttavia nel XX secolo furono indossati solo due volte al di fuori del Parlamento: all'Investitura del principe di Galles nel 1911 e nel 1969. L'abito per il Parlamento viene indossato solo dai pari che hanno prestato giuramento come membri della Camera dei lord. L'abito è uguale sia per gli uomini che per le donne. A differenza dell'abito dell'incoronazione, non esiste un indumento equivalente che i consorti dei pari possano indossare.
Il copricapo ufficiale per i pari uomini è un cappello bicorno nero mentre le donne indossano un cappello tricorno appositamente progettato. Oggi l'utilizzo è limitato a determinati pari che svolgono un dovere ufficiale in cui è richiesta la levata del cappello, ad esempio ai lord commissari nella proroga del Parlamento o per l'approvazione del presidente della Camera dei comuni. Prima venivano indossati durante le presentazioni prima che la cerimonia fosse semplificata per rimuovere la parte della levata del cappello.

### Lord spirituali
I vescovi membri della Camera dei lord hanno una loro caratteristica veste parlamentare che indossano solo alla cerimonia di apertura del Parlamento. È simile alla cappa clausa dell'Università di Cambridge: un mantello scarlatto a figura intera con una cappa di semplice pelliccia bianca. Questo è indossato sopra rocchetto e zimarra, che è il comune abito da giorno per i vescovi nella Camera dei lord. Trattandosi di una veste parlamentare, non viene indossata alle incoronazioni.

### Abiti per l'incoronazione

#### Uomini

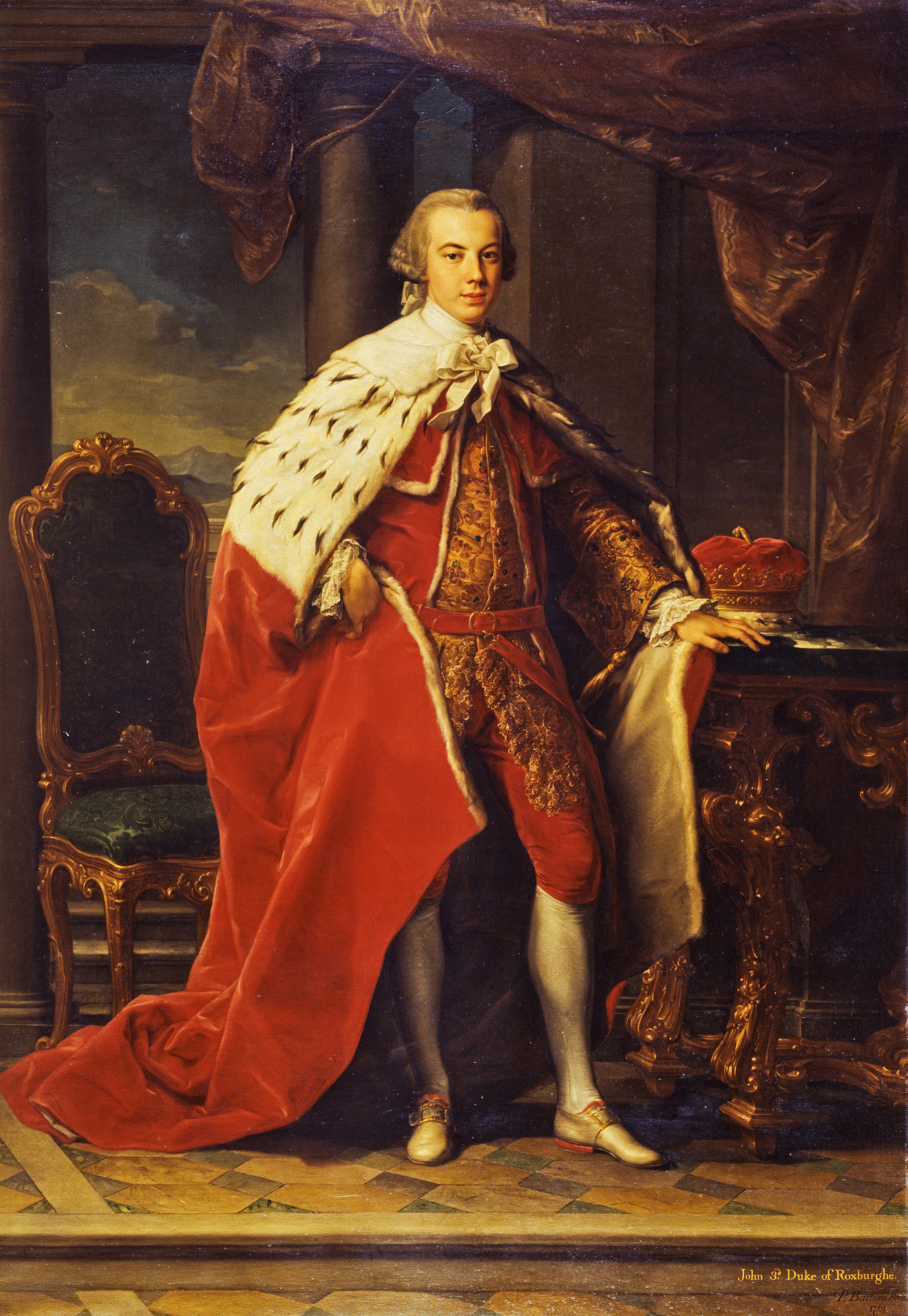
John Ker, III duca di Roxburghe indossa l'abito da incoronazione.

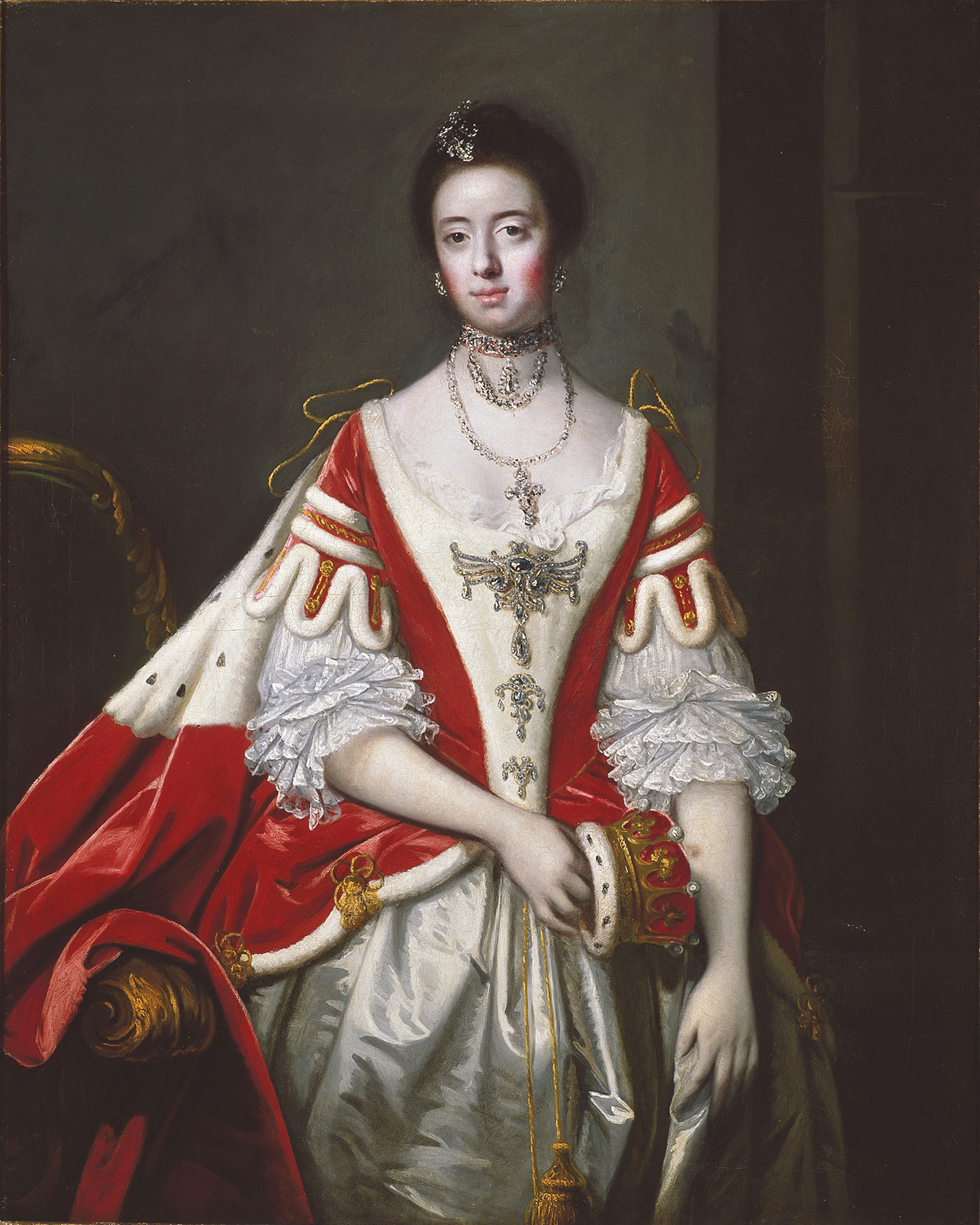
La contessa di Dartmouth nel 1757. L'abito e la gonna abbinati sono indossati sopra un abito di corte bianco.

Per i pari, la veste dell'incoronazione è un mantello di velluto cremisi che arriva ai piedi, aperto nella parte anteriore (con lacci in raso di seta bianca) e dietro. Attaccato alla veste vi è un mantello e un colletto di miniver puro; il grado dei pari è indicato da file di "code di ermellino (o simili)" sul mantello: 4 per un duca, 3½ per un marchese, 3 per un conte, 2½ per un visconte e 2 per un barone. I duchi della famiglia reale hanno sei file di ermellino e altre file sul colletto e sui bordi anteriori dell'indumento. I pari hanno il diritto di indossare la veste dell'incoronazione indipendentemente dal fatto che siano o meno membri della Camera dei lord.
L'abito viene indossato sopra l'uniforme di corte e con le insegne degli ordini cavallereschi, se autorizzati.

#### Donne
Le pari (sia suo jure che mogli dei pari maschi) indossano un abito cremisi ma con un disegn diverso: un kirtle in velluto cremisi bordato in miniver viene indossato su un vestito da sera; l'abito stesso viene attaccato alla spalla e assume la forma di uno strascico di velluto cremisi abbinato bordato di miniver. Nella parte superiore dello strascico vi è un mantello in miniver della stessa larghezza dello strascico con righe di ermellino che indicano il rango, come per le loro controparti maschili. Anche la lunghezza dello strascico indica il grado di chi lo indossa: le duchesse hanno strascichi di due iarde, le marchese di una e tre quarti, le contesse di una e mezzo, le viscontesse di una e un quarto e le baronesse di una.
Nei secoli XIX e XX, il conte maresciallo pubblicava in anticipo istruzioni molto precise sulla progettazione degli abiti per i pari e per le pari (e su cosa indossare sotto di essi) prima di ogni incoronazione.